# Rudolf Schwarzgruber
Rudolf Schwarzgruber (* 12. März 1900 in Salzburg, Österreich-Ungarn; † 12. März 1943 im Kaukasus) war ein österreichischer Bergsteiger und Expeditionsleiter.

## Leben
Rudolf Schwarzgruber studierte in Wien Turnen und Geographie. Nach erfolgreich abgelegter Lehramtsprüfung unterrichtete an einem Gymnasium in Wien-Währing. Als Geograf spezialisierte er sich auf die Glaziologie, seine wissenschaftlichen Arbeiten blieben jedoch unveröffentlicht.
In den Jahren 1934 bis 1942 war er als Erster Vizepräsident des Österreichischen Alpenklubs tätig. 1934 führte er Uli Sild ins Bergsteigen im Eis ein. 
Als ausgezeichneter Bergsteiger bewährte sich Schwarzgruber besonders im kombinierten Fels-Eis-Gelände, was dazu führte, dass er an der Österreichischen Kaukasus-Expedition im Jahr 1936 teilnahm.
1938 leitete er die Garhwal-Himalayakundfahrt der österreichischen Sektionen des Deutschen und Österreichischen Alpenvereins (DuÖAV). Im Zuge der dreimonatigen Expedition in der Region Uttarakhand im Norden Indiens gelangen die Erstbesteigungen des Bhagirathi II (der Nordgipfel des Bhagirathi, 6512 m), des Chandra Parbat (6728 m) und des Sri Kailash (6932 m) in der Gangotri-Region am Oberlauf des Ganges. Versuche, die Gipfel des Satopanth (7062 m) bzw. des Kedarnath (6940 m) zu erreichen, schlugen fehl. 
Da Schwarzgruber begeisterter Nationalsozialist war – er trat bereits am 2. Oktober 1931 der NSDAP bei (Mitgliedsnummer 611.156) – plante er die Abreise zur Expedition so, dass er am Anschluss Österreichs an das Deutsche Reich am 12. März 1938 teilnehmen konnte. 
Wichtig war ihm auch, dass es sich bei der Expedition um ein deutsches, nicht um ein österreichisches Unternehmen handelte. Arthur Seyß-Inquart, der zwei Tage vor dem Anschluss Österreichs an das Deutsche Reich auf Druck der Nationalsozialisten als Bundeskanzler eingesetzt wurde, war einer der Geldgeber der Expedition.
Im Jahr 1939 begann Schwarzgruber mit den Planungen für eine Expedition in den Hindukusch, welche aufgrund des Ausbruchs des Zweiten Weltkriegs jedoch nicht mehr möglich war.
Als Adolf Hitler plante, im Zuge des „Unternehmens Edelweiß“ über den Kaukasus in Richtung der Ölfelder von Baku vorzustoßen, meldete sich Schwarzgruber mit 42 Jahren freiwillig zu einer Gebirgsjägereinheit. Er fiel am 12. März 1943 in der Nähe von Tschernojerkowskaja in der Region Krasnodar.
Rudolf Schwarzgruber war seit 1935 mit Mathilde Wettstein von Westersheim verheiratet, mit der er zwei Kinder hatte. 1956 wurde die Blindengasse in Wien-Favoriten in Schwarzgrubergasse nach ihm umbenannt.